# بايدوق
بايدوق هي قرية في مقاطعة خدا أفرين، إيران. عدد سكان هذه القرية هو 102 في سنة 2006.